# 1920-as magyar teniszbajnokság
Az 1920-as magyar teniszbajnokság a huszonkettedik magyar bajnokság volt. Ebben az évben csak férfi egyéniben és férfi párosban rendeztek bajnokságot. A bajnokságot szeptember 7. és 14. között rendezték meg Budapesten, a MAC margitszigeti pályáján.

## Eredmények
| Versenyszám  | Arany                            | Arany | Ezüst                                  | Ezüst | Bronz                        | Bronz |
| ------------ | -------------------------------- | ----- | -------------------------------------- | ----- | ---------------------------- | ----- |
| Férfi egyéni | Kehrling Béla MAC                |       | Göncz Lajos MAC                        |       | Takáts Grósz Imre BLTC       |       |
| Férfi páros  | Kehrling Béla, Kelemen Aurél MAC |       | dr. Kalledey Jenő, Kelemen József BBTE |       | Pétery Jenő, Bayer Antal MAC |       |